# Trysková injektáž

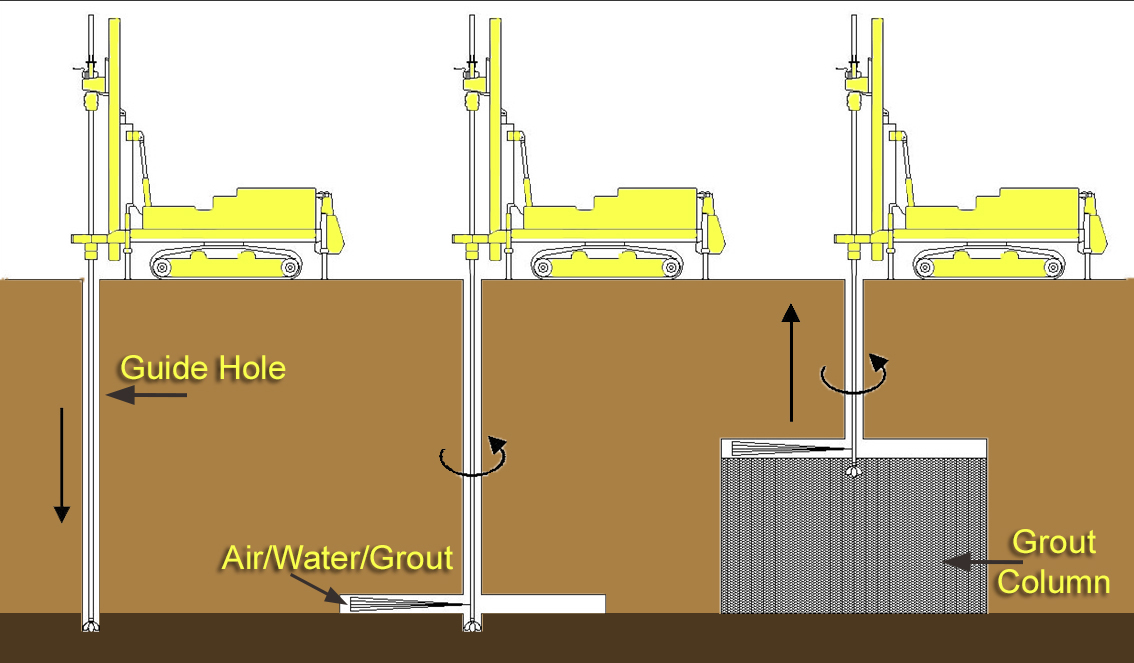
Ilustrace postupu tryskové injektáže

Trysková injektáž je metoda zlepšení základové půdy při budování stavby. Půda se pomocí vysoké mechanické energie tryská a pojí se s cementovou směsí, čímž vzniká tvrdý podklad. Jde o metodu, která začala být používána v 90. letech 20. století.

## Postup
Základem tryskové injektáže je vrt, z něj se do okolní zeminy injektuje pod vysokým tlakem cementová či jílocementová směs. Tato injektovaná směs se vrtným strojem vpouští do vrtu a zde její paprsek rozpojuje horninu na jednotlivá zrna, přičemž dochází k jejich vzájemnému mísení. Trubka se postupně vytahuje. Po zatuhnutí se vytvoří požadovaný prvek (sloup či lamela) a dojde ke zlepšení vlastností injektovaného prostředí.
Pokud se injekční soutyčí otáčí, vzniká základový prvek – sloup – což bývá nejčastější využití této technologie. Pokud se při vytahování injekční soutyčí neotáčí, vzniká rovinný podzemní prvek – segment nebo stěna. Rozměry injektovaného tělesa závisí na použitém tlaku a rychlosti injektáže, při níž dochází k vysokotlakému tryskání vody, vzduchu a cementového „mléka" z vrtu do okolní zeminy.

## Metody
Existují tři hlavní metody tryskové injektáže. Při jednofázové metodě se paprsek po průchodu tryskou řeže a promíchává zeminu do vzdálenosti 40 až 140 centimetrů. Při dvojfázové vzduchové metodě je paprsek cementové směsi usměrněn souosým proudem stlačeného vzduchu, a to do vzdálenosti 120 až 220 cm. Trojfázová metoda se používá nejméně často, při její realizaci se do vrtného soutyčí vedou 3 oddělená média: voda, vzduch a cementová směs.